# L'Artiste et le Mannequin
L'Artiste et le Mannequin és un curtmetratge mut francès del 1900 dirigit per Georges Méliès.

## Argument
Un artista posa un maniquí en una plataforma, per utilitzar-lo com a model per a la seva pintura. Mentrestant, el seu criat i una dona visitant conspiren per fer una broma a l'artista. La dona canvia de lloc amb el maniquí i colpeja l'artista amb una escombra. L'artista, adonant-se de l'engany, intenta colpejar-li l'esquena, però ja ha tornat a canviar de lloc amb el maniquí. El criat es riu de l'èxit de la broma de la dona.

## Estrena
Méliès interpreta l'artista a la pel·lícula, que va ser venuda per la seva Star Film Company i que té el número 284 als seus catàlegs.
Méliès va cremar tots els negatius de càmera originals supervivents de les seves pel·lícules cap al final de la seva vida, i aproximadament tres cinquenes parts de la seva producció es presumeix perduda. L'Artiste et le Mannequin va estar entre les pel·lícules perdudes fins al 2007, quan una còpia va ser identificada i restaurada per la Filmoteca de Catalunya.